# سفينة سياحية

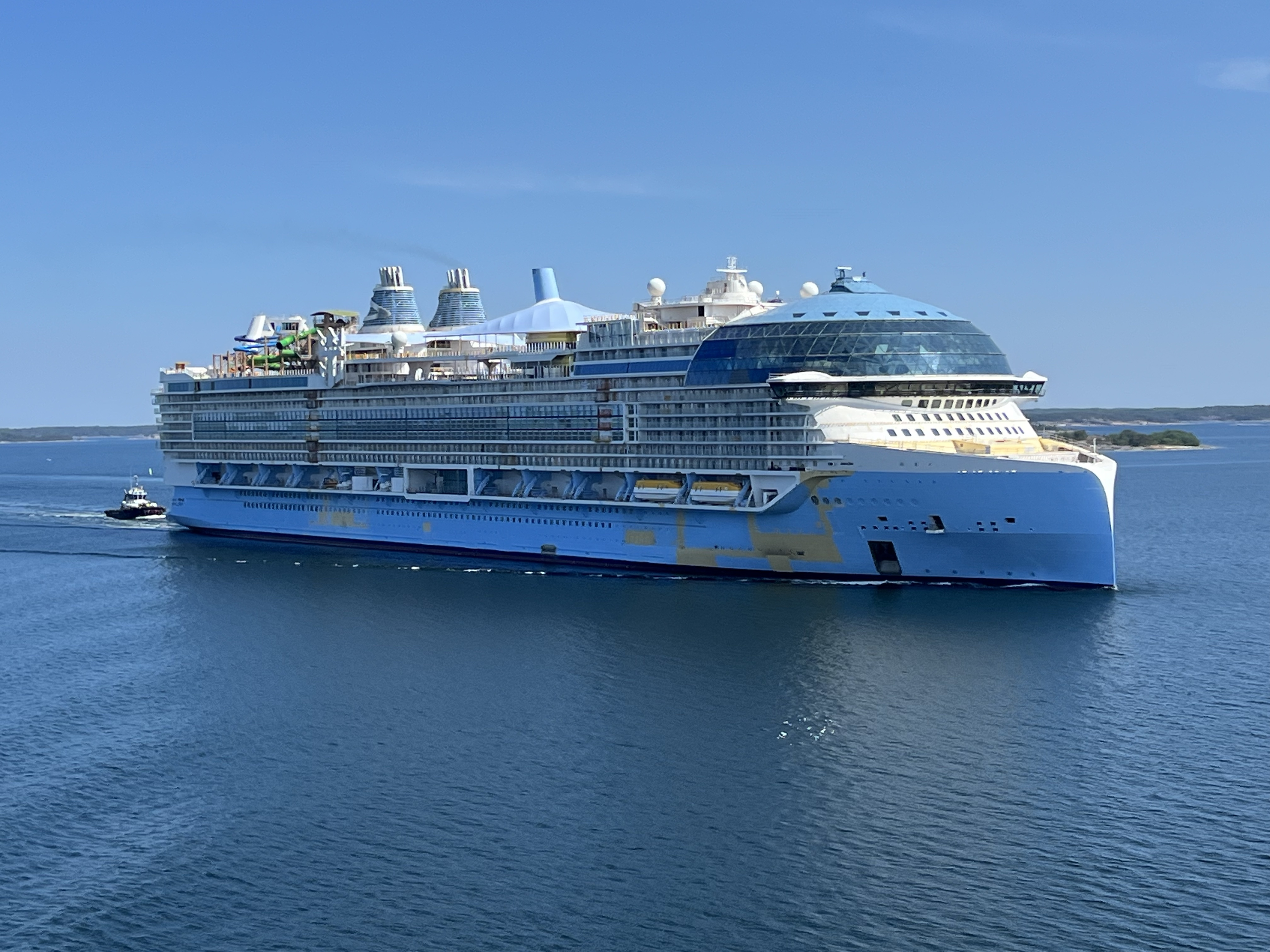
"أيكون أوف ذا سيز", أكبر مُساحِلة في العالم حاليا.

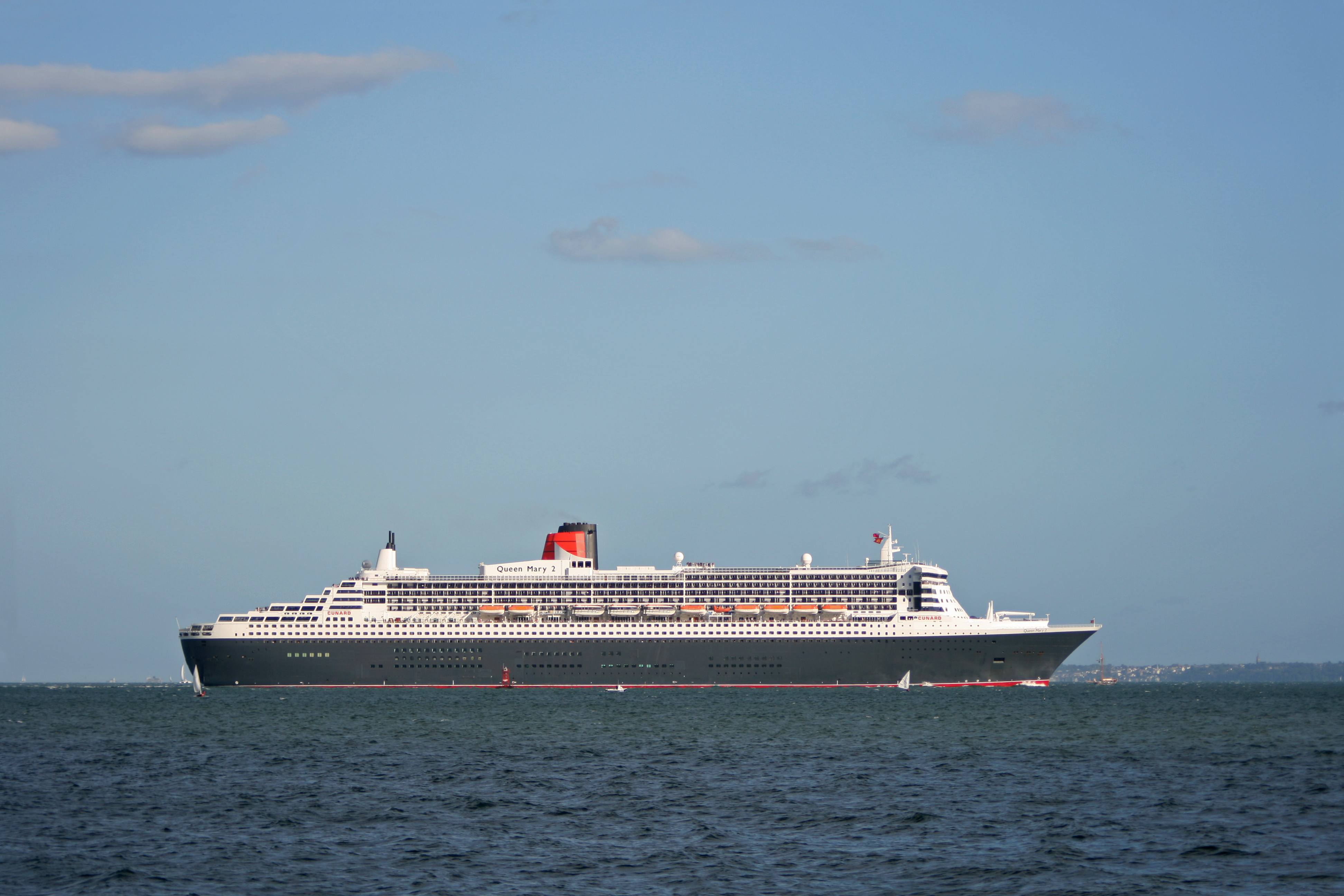
المُساحِلة كوين ماري 2.

المُسَاحِلة أو السفينة السياحية سفينة مسافرين لرحلات بحرية ممتعة، حيث أن الرحلة البحرية ومرافق السفينة تعد بحد ذاتها كجزء في ترفيه السياح، بالإضافة إلى تنوع الوجهات طوال الرحلة على الشواطئ المختلفة وزيارات الموانئ وأماكن أثرية وترفيهية.
بعض تلك الرحلات تبدأ من مدينة برغن النرويجية وتجوب بحر شمال الأطلسي حتى الدائرة القطبية الشمالية، كل ذلك للاستمتاع بخُلجان النرويج حيث الجبال الخضراء العالية وصفحة الماء الهادئة والاستمتاع بجمال الطبيعة في تلك المناطق الشمالية الثلجية. وتتيح تلك الرحلات في النرويج الفرصة لرؤية شمس الصيف التي لا تغرب في الصيف هناك في المناطق القريبة من القطب الشمالي، حيث يستمر اليوم ستة أشهر نهارا. وبعده يأتي ستة أشهر ليلا لا تظهر الشمس فيه. كل من يعبر دائرة القطب الشمالي من الركاب يحصل من القبطان على شهادة عن وصوله إلى هذا المكان. ومن يعبر من المسافرين خط الاستواء يحصل أيضا على شهادة بعبوره خط الاستواء في احتفال كبير. كما تنظم بعض الرحلات البحرية «حيث لا ترسو السفينة في مكان» أو «رحلات عشوائية في أي مكان» حيث تقوم السفينة بجولة لمدة يوم أو يومين في البحر دون التوقف في أي ميناء.
و على النقيض من ذلك «سفينة الرحلات»  المتخصصة  تقوم عادة بنقل الركاب عبر المحيط من نقطة لأخرى، وليست بالتي تقوم بجولات ذهاباً وإياباً. فعلى النحو التقليدي يتم بناء عابرة المحيطات المخصصة للتجارة عبر المحيطات بمقاييس أعلى من المُساحِلة النموذجية وتتضمن مساحات إضافية وتصفيح أقوى للصمود أمام البحار الهائجة ومختلف الظروف الممكن مواجهتها في المحيط المفتوح كالمحيط الأطلسي الشمالي. ومقارنةً بالسفن السياحية الأخرى غالباً ما تحوي عابرات المحيطات على سعة أكبر للوقود ومؤونة أكبر ومخازن أخرى للاستهلاك طوال الرحلة.
بالرغم من فخامتها إلا أن لدى عابرات المحيطات بعض الخصائص التي تجعلها غير مناسبة للإبحار كاستهلاك الوقود بالإضافة إلى الرياح العاتية التي تمنعها من الوصول إلى الموانئ الضحلة، بالإضافة إلى الطوابق المغلقة المانعة لتسرب المياه والتي لم تكن مناسبة للطقس الاستوائي، وبالإضافة إلى كابينات الركاب والتي تم تصميمها كي تسع أكبر عدد من الركاب عوضاً عن الراحة (مثل النسبة العالية من الأجنحة التي لاتحوي مواقف، شهدت سفينة الركاب من عابرات المحيطات حتى السفن السياحية تطور تدريجي فيما يخص التصميم، فكابينة الراكب تغيرت من هيكل السفينة وحتى البنية الفوقية وحتى المساحة الخاصة بالراكب. حينما ضحت السفن السياحية الحديثة ببعض الخصائص الصالحة للإبحار قامت بإضافة بعض الخصائص لخدمة السياح المسافرون بحراً، حيث المراكب الحديثة وصفت بأنها وحدات سكنية فندقية عائمة ذات شرف.
فأصبح التمييز مابين عابرات المحيطات والسفن السياحية غير واضح لاسيما فيما يتعلق بالنشر.  فمازال هناك اختلافات في البناء. فارتبطت السفن السياحية الكبرى بالرحلات الطويلة مثل الرحلات عبر المحيطات والتي قد لا تعود إلى نفس الميناء لعدة أشهر (رحلات طويلة ذهاباً وإياباً). تستخدم  بعض عابرات المحيطات السابقة كسفن سياحية مثل سفينة ماركو باولو.  وهذا الرقم في تناقص.  فعابرة المحيطات الوحيدة المنتظمة المتخصصة للعمل كعابرة محيطات (اعتبارا من كانون الأول/ديسمبر 2013) هي كوين ماري 2 للشركة كونارد لاين.  حيث أنها تملك سبل الراحة من السفن السياحية المعاصرة والخدمات الكبرى الملحوظة على متنها.

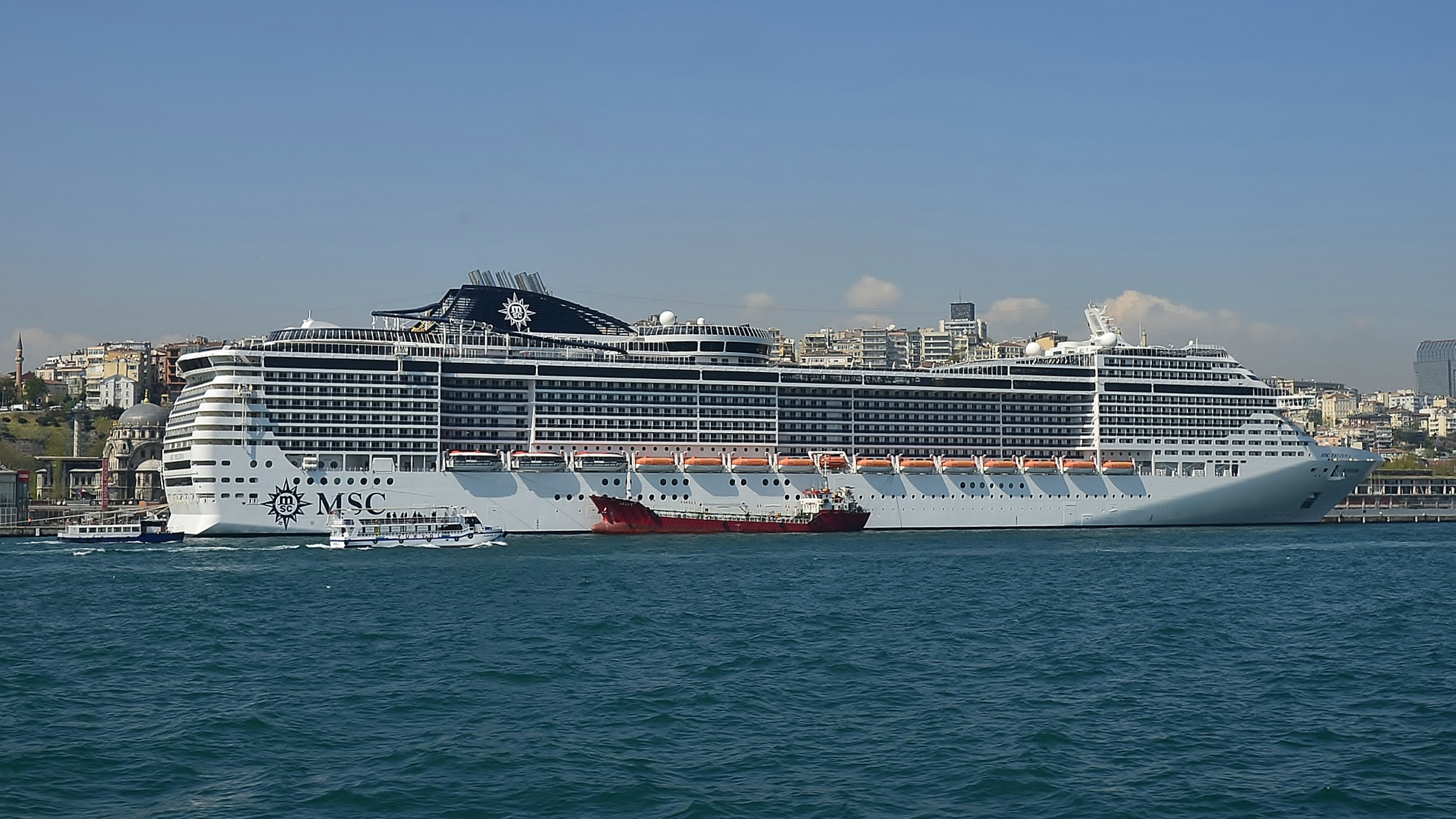
المُساحِلة بريزيزسا في ميناء إسطنبول.

فالسفر بحراً أصبح جزءً أساسياً من صناعة السياحة. وفقاً لما رصدته الولايات الأمريكية ففي عام 2011 هناك 29.4 مليار دولار وأكثر من 19 مليون راكب تم نقله حول العالم. فشهدت هذه الصناعة نمواً سريعاً، فمنذ عام 2001 هنالك تسعة سفن أو أكثر يتم بنائها حديثاً من كل عام لتلبي حاجات العملاء مسافرو شمال أمريكا، كما هو الحال لخدمة العملاء الأوربيون. فالمناطق الأقل نشاطاً كما هو الحال في منطقة آسيا والمحيط الهادئ يتم خدمتها بواسطة السفن القديمة.  وهذه تم استبدالها بالسفن الحديثة للمناطق الأكثر نشاطاً.
فأكبر السفن السياحية في العالم هي سفن شركة رويال كاريبيان إنترناشيونال وسفن أوسيس أوف ذا سيز  و سفن آليرز أوف ذا سي.
ففي عام 1822 كانت بداية السفن السياحية ذات الرفاهية بشركة بينينسولار آند أورينتل ستيم للملاحة، حيث كانت الشركة تقوم بالنقل حيث كانت جذورها مابين إنجلترا وشبه جزيرة ابرين حيث تمت التسمية. حصلت على أول العقود في إيصال البريد في عام 1837 , حيث بدأت في إيصال البريد أي الإسكندرية في مصر عبر جبل طارق ومالطا. .فقد كانت الشركة مدمجة ضمن شركة رويال لتأجير السفن في ذات العام حتى أصبحت شركة بينينسيلار آند أوريانتل ستيم للملاحة.
قامت شركة بي آن أو لأول مرة بتقديم خدمات السفر للسياح بحراً، فقامت بإعلان جولات مثل جبل طارق ومالطا وأثينا قدوما عبر ساوثهامبتون.  فقد كانت السفن السياحية الرائدة للعطلات الأولى من نوعها، حيث عرفت السفن السياحية  بي آند أو كأقدم السفن السياحية في العالم. . قامت الشركة بجولات أخرى لبعض لمناطق مثل الإسكندرية والقسطنطينية.  كما أنها في فترة من الفترات خضعت للعديد من التطويرات في النصف الثاني من القرن 19 , حيث قامت بتأسيس عدد أكبر من السفن السياحية ذات الرفاهية العالية لتقديم سياحة أكبر وأفضل.  فقد كانت السفن في تلك الحقبة تتضمن كل من إس إس رافينا والتي تم بناؤها في عام 1880 حيث كانت أول سفينة يتم بناؤها ببنية فوقية من الفولاذ، بالإضافة إلى إس إس فاليتا والتي تم بناؤها في عام 1889 حيث تعد أول سفينة تستخدم الإضاءة الكهربائية.
أشارت بعض المصادر بأن «فيرنانسيسو 1»  والتي تقوم برفع علم مملكة الصقليتين (إيطاليا) تعد أول مُساحِلة. و تم بناءها في عام 1831 حيث أبحرت من نابولي في أوائل شهر يونيو تسبقها حملة إعلانية.  تفرد النبلاء والسلطات والأمراء الملكيون على السفن السياحية في كل أوروبا، ولكن بعد مضي 3 أشهر فقط أبحرت السفينة إلى كل من تاورمينا وكاتنيا وسيركوز ومالاطا وكورفو وباتريس وديلفي وززنتا وأثينا وسميرنا والقسطنطينية حيث أبهجت الركاب المسافرون من خلال الجولات المصحوبة بالمرشدين السياحيين والرقص وطاولات ورق اللعب على سطح السفينة و مرافقها.  ولكن على أية حال فقد كانت مقتصرة على الطبقة الأرستقراطية في أوروبا وليست بمسعى تجارياً.
في عام 1891 منذ 22 مارس وحتى 22 يناير ساهمت سفينة السياحية أوقستا فيكتوريا الألمانية على انتشار السفن السياحية بشكل أوسع عندما قامت بنقل 241 راكب على متنها  إلى البحر الأبيض المتوسط و الشرق الأدنى حيث كان ألبرت بالين وزوجته من بينهم..(ن1) قام ويليم أليرز المسيحي بنشر حساب يوضح بأنها بقشيش. ((البقشيش هو مبلغ غير مقدر يعطى مقابل بعض الخدمات)).
أول مُساحِلة فاخرة تم بنائها كانت سفينة أميرة ألمانيا فيكتوريا ويز، والتي صممها ألبرت بالين المدير العام لشركة هامبرغ أمريكا للملاحة حيث اكتمل بناؤها في عام 1900.
تجربة السفن السياحية الفاخرة حققت نجاحا مبهراً في مجال السفر بحراً عبر البحر الأطلسي.  ففي المنافسة على الركاب قامت عابرات المحيطات بإضافة وسائل الرفاهية مثل الطعام الفاخر والخدمات الفاخرة بالإضافة إلى القاعات التجهيزات الفاخرة. ففي أواخر القرن 19 كان المدير العام لشركة هامبرغ أمريكا للملاحة ألبرت بالين أول من قام بإرسال سفن ناقلة عبر المحيط الأطلسي على متن سفن سياحية ذات رحلات طويلة في أسوأ مواسم الشتاء التي مرت على الشمال الأطلسي. حذت الشركات الأخرى حذوها حينما قامت البعض ببناء سفن متخصصة مصممة لسهولة التنقل مابين صيفاً وشتاءً.
ففي عام 1896 كان هنالك ثلاثة عابرات فاخرة لجولات متخصصة للنقل من أوروبا لأمريكا. حيث كانت ملكاً لأوروبا.وفي عام 1906 إزدادت فأصبحت سبعة سفن. فكانت عبارة مدينة باريس ملكاً لشركة (إنمان لاين) البريطانية، بينما كانت كل من العبارتين كومبانيا ولوسانيا ملكاً  لشركة  كونارد للملاحة. فقد كانت كل من العبارتين  ماجستيك وتيوتونيك ملكاً لشركة وايت ستار للملاحة، بينما كانت كل من العبارتين لالورين ولاسافو ملكا للشركة الفرنسية كومباجن جينيرال ترانسلانتيك.

## المبحرة الفاخرة العصرية

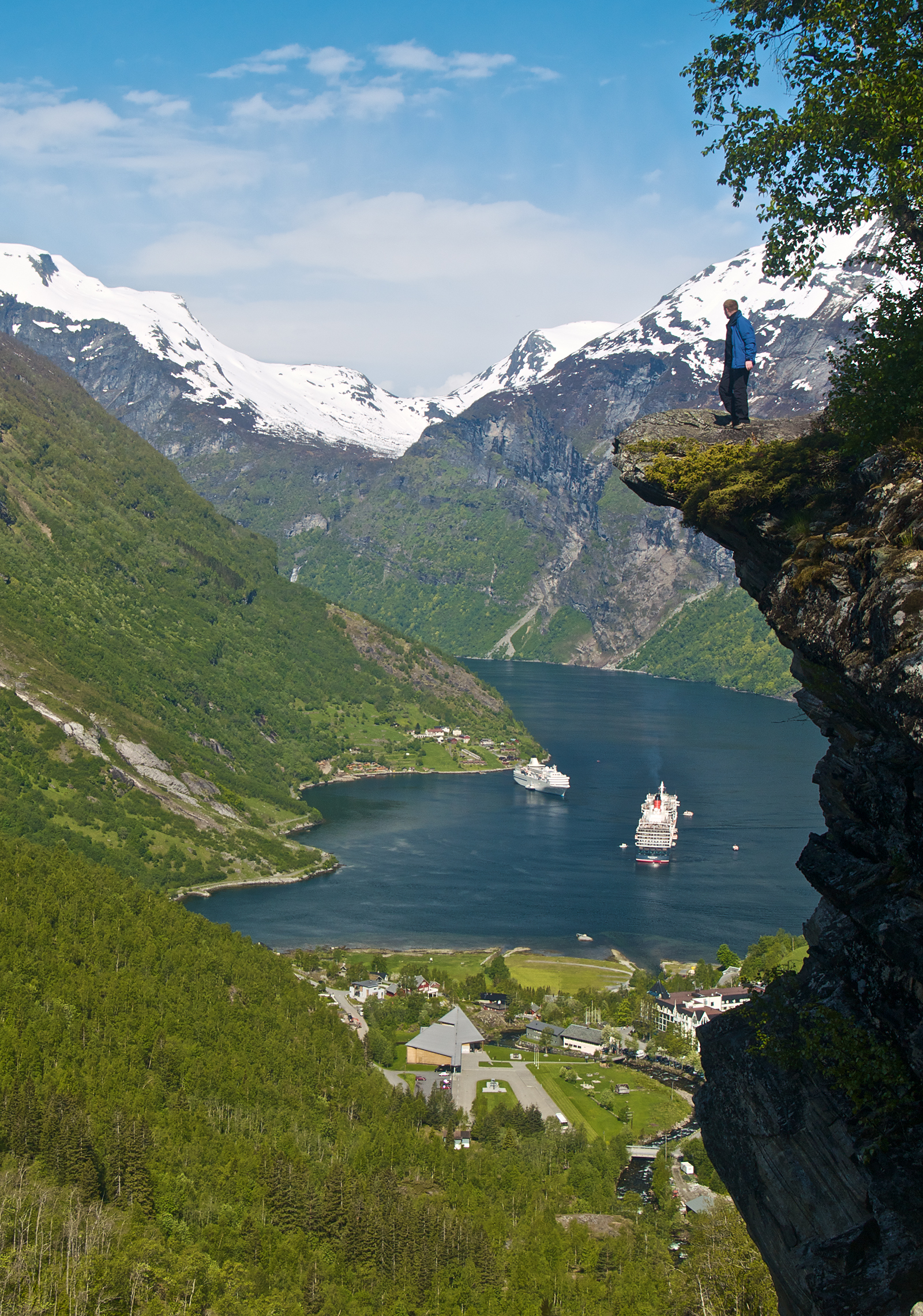
سفن سياحية في خليج "جيرانجر فيورد" بالنرويج.

مع ظهور العدد الكبير من المسافرون ركاب الطائرات في عام 1960 أصبح الكثيرون من المسافرين عبر القارات يفضلون السفر جواً لا بحراً مما حول تجارة النقل عبر المحيط إلى النقل جواً. بعض خصائص عابرات المحيطات القديمة جعلتها غير صالحة لخدمات المبحرة مثل السعة الإستهلاكية للوقود والرياح العاتية التي تمنعها من الوصول إلى الموانئ الضحلة بالإضافة إلى الحجرات (غالبا ما تكون بلا نوافذ) مصممة لتحقيق أكبر عدد من الركاب عوضاً عن الراحة.
توقفت الخدمات الملاحية التي تهدف إلى خدمة الركاب في عام 1986, مع الاستثناء الملحوظ لعابرات المحيط الأطلسي والتي تديرها الشركة البريطانية كونارد لاين للملاحة والتي تقوم بتزويد الطعام للسوق المتخصصة لمن هم يقدرون الأيام المعدودة التي يقضونها في البحر.  وفي محاولة للتغيير من التركيز على نقل الراكب إلى التركيز على السفر عبر مُساحِلة ذات معايير ترفيهية أصبحت شركة كونارد للملاحة الرائدة في الخدمة الفاخرة للركاب المتنقلون بحراً عبر المحيط الأطلسي عبر عابرة المحيطات كوين إليزابيث 2 . حيث تم توظيف العديد من المشاهيير العالميين لأداء أعمال الملهى على متن السفينة حيث تم الإعلان على الرحلة باعتبارها متعة بحد ذاتها.
كما افتتحت عبارة كوين إليزابيث 2 «رحلة بحرية درجة أولى» حيث تلقى جميع الركاب نفس جودة الغرف والمرافق. و هذا مما زاد نشاط وجاذبية هذه الرحلات البحرية الفاخرة حتى بدأت تمتد حول المحيط الأطلسي بكامله.  ساهمت السلسلة التلفزيونية لوف بوت  «قارب الحب» على الترويج لمفهوم المناسبة الرومانسية للأزواج.. وهنالك سفينة إٍس إس نيرواي والتي ساهمت أيضا بدورها في التحول حيث كانت تسمى إس إس فرانسيس وثم تم تغيير اسمها إلى وفقاً لأعمالها البحرية كأول «سفينة رائعة» في منطقة البحر لكاريبي.
 ساهمت السفن السياحية المعاصرة التي تم بناؤها  في أواخر عام 1980 وما بعد ذلك الحين مثل سفينة الطبقة السيادية (اسم لأحد سفن شريكة رويال  كاريبين إنترناشيونال)  والتي حطمت الرقم القياسي التي عقدت لعقود من قبل النرويج، مما أظهر بعض خصائص القوة لعابرات المحيطات حيث اتخذت بعضها جداول منتظمة للسفر عبر المحيط الأطلسي.. فقد كانت السفن السياحية السيادية  «السفن العملاقة» الأولى من نوعها التي تم بناؤها حيث كانت السلسلة الأولى من السفن السياحية حيث تضمنت ردهة متعددة الطوابق ذات مصاعد زجاجية.  وحيث كانت تملك على ظهر السفينة غرف ذات شرف خاصة عوضاً عن الغرف المطلة على المحيط.  وسرعان ما قامت شركات الخطوط البحرية بصنع سفن مماثلة في المواصفات والمعايير مثل عبارة فانتي كلاس وعبارة كراون برنسيس. عندما كانت الأجنحة ذات الشرف الخاصة مربحة لشركات الخطوط البحرية وهو الأمر الذي كانت تفتقر إليه عابرات المحيطات القديمة، أصبحت السفن السياحية الحديثة مصممة لتحقيق أقصى قدر من وسائل الراحة حيث وصفت بـأنها  «وحدات سكنية فندقية عائمة ذات شرف».
 بعد عام 1980 قامت الخطوط البحرية للسفن السياحية بزاية وسائل الراحة للركاب.  أما بعد عام 2010 أصبح لدى السفن العشرات من وسائل الراحة.
فمنذ عام 2001 هنالك تسعة سفن سياحية أو أكثر يتم بناؤها كل عام، حيث تقوم كل منها ب 100,000 جولة كبرى أو أكثر.  فعبارة المحيطات الوحيدة القابلة للمقارنة هي عبارة كوين ماري 2 التابعة لشركة كونارد للملاحة والتي تم بناؤها في عام 2004 , فبعد توقف العبارة كوين إليزابيث 2 التابعة هي الأخرى لشركة كونارد في شهر نوفمبر/ تشرين الثاني من عام 2008 أصبحت سفينة كوين ماري 2 العبارة الوحيدة التي تعمل على النقل عبر  المحيط الأطلسي، حيث قدمت العديد من الخدمات الملحوظة على متنها. 

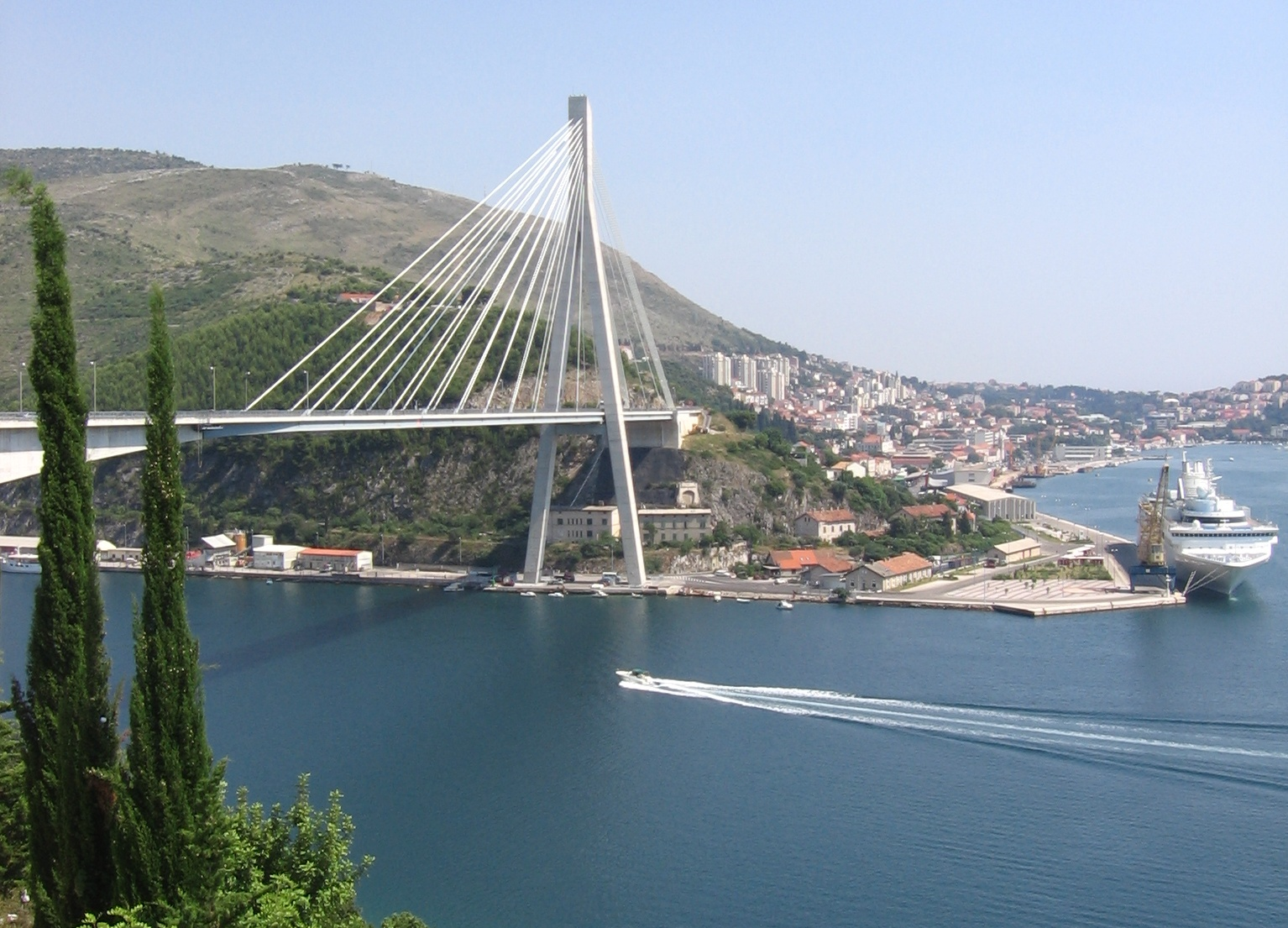
مُساحِلة في دوبروفنيك.

ففي فترة من الفترات كانت تعتبر سفينة كوين ماري 2 سفينة الركاب الأكبر حتى ظهرت سفن رويال كاريبين إنترناشنال وسفن فريدم كلاس في عام 2006 , وفي عام 2009 وعام 2010 تخطت شركة RCI's  أوسيس شركة فريدم حينما قامت بتزويد بعض الخدمات.
 

## شركات الخطوط البحرية والسفن السياحية
يعرف القائمون على السفن السياحية ب شركات الخطوط البحرية للسفن السياحية. للسفن السياحية صيف في مجالين: فهم قائمون في أعمال النقل ويقومون على أعمال الرافهية، حيث يقومون بكل منها على متن السفينة، حيث تحوي على طاقم يديره ربان السفينة بالإضافة إلى طاقم الضيافة والذي يديره مدير الفندق. وما بين الشركات البحرية البعض منها يندرج ضمن شركات بحرية قديمة للركاب (مثل شركة كونارد), بينما البعض الآخر تم تأسيسها عام 1960 خصيصاً للسفر السياحية.
فمذ القدم كانت تجارة السفن السياحية متقلبة، فتعتبر السفن استثماراً لرؤوس المال الكبرى حيث تعتبر ذات تكاليف عالية.  فالانخفاض المستمر في الحجوزات قد يشكل خطراً مالياً للشركة.  فقد قامت شركات الخطوط البحرية السياحية ببيع وتجديد وإعادة تسمية سفنهم كي يواكبوا اتجاهات السفر.  فقامت الشركات بتشغيل كل من سفنها على مدار 24 ساعة وسبعة أيام في الإسبوع بل 52 إسبوعا في السنة.  فالسفينة التي لا تكون تحت الصيانة الدورية تعني خسارة كبيرة تقدر بالملايين من الدولارات.  ففي حال أنه كانت الصيانة غير مجدولة فمن المحتمل أن تكون النتائج آلاف من العملاء غير الراضين.
و قد أدت موجة الإخفاقات والاندماجات ما بين الشركات في عام 1990 إلى أن أصبح العديد من الشركات الموجودة مجرد «علامات تجارية» ضمن الشركات الكبرى كما هو الحال عندما تقوم الشركة الواحدة بتقديم العديد من أنواع السيارات.  فتكرار ولاء العملاء سببا من أسباب وجود العديد من الشركات المختلفة بالإضافة إلى تقديم المستويات المختلفة من الجودة والخدمة.  فعلى سبيل المثال شركة كارنيفال كوربرايشن تملك كل من الشركتين كارنافال كروز والتي كانت تشتهر بأنها «سفن للمجموعات»  من هم  قليلي خبرة بالسفر، ولكنها أصبحت أكبر وأحدث ورائعة جداً ومربحة حتى الآن، وتمتلك أيضا شركة هولاند أمريكا للخطوط البحرية والتي تسعى بأن تكون بصورة السفينة الكلاسيكية الرائعة.  وفي عام 2004 دمجت شركة كارنافال كوربوريشن مقر شركة كونارد الرئيسي مع مقر شركة برنسيس كرويز في سانتا كلاريتا وكاليفورنيا بحيث يمكن الجمع ما بين الإدارات والخدمات المالية والتقنية وإنهاء تاريخ شركة كونارد حيث كانت تعمل كشركة بحرية مستقلة (شركة تابعة) بصرف النظر عن ملكية الأصل ..و على أية حال لم تستعد شركة كونارد بعض الإستقلالية التي حظيت بها عام حينما قامت مجموعة كارنافال بنقل مقرها إلى ساوثهامبتون. 
لبعض شركات السفن السياحية بعض المميزات فعلى سبيل المثال تسمح شركة ساغا للسفن السياحية للركاب من هم فوق 50 أن يصعدوا على متن السفينة، وشركة ستار كليبر وويندجامر بيرفوت وويند ستار تشغل سفن كبيرة فقط.  تمتلك شركة ريجنت سيفن سيز سفن متوسطة الحجم أصغر من السفن الكبرى لشركة كارنيفال وشركة رويال كاريبيان حيث هي مصصمة لتكون 90 % من أجنحتها ذات شرف . تخصصت العديد من شركات السفن السياحية بتقديم «الرحلة البحرية السريعة» حيث تعمل سفن صغيرة على زيارة مواقع معينة مثل القطب الشمالي والقارة القطبية الجنوبية وجزر غالاباغوس. 

## الأمن
هنالك الكثير من الحوادث التي تحصل للبواخر السياحية، منها هجمات القراصنة. ونتيجة لذلك فإن ملاك السفن السياحية قد عملوا على تنفيذ عدد من التدابير الأمنية المختلفة لردع القراصنة.

## معرض الصور

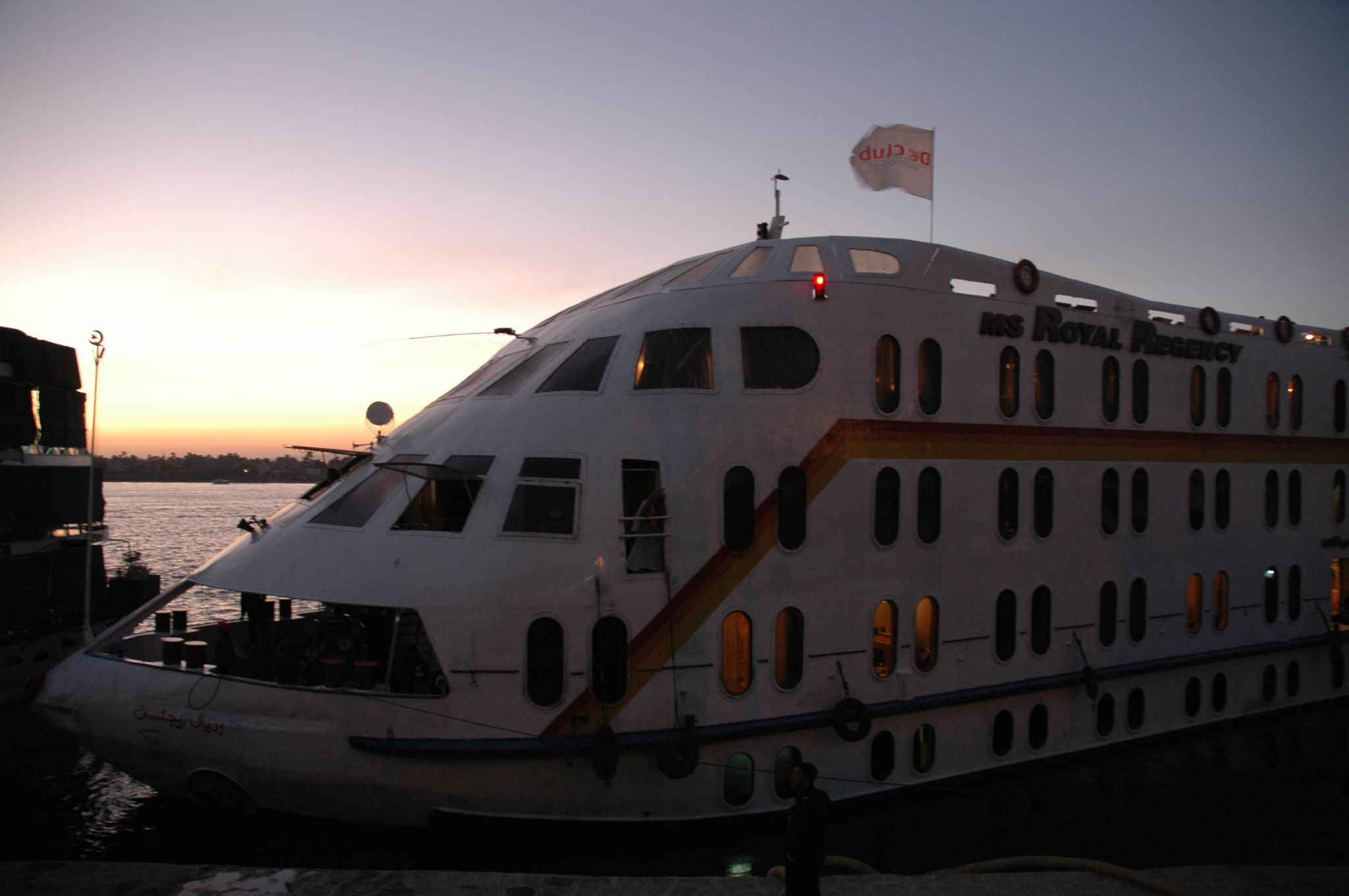
سفينة نيلية بالأقصر صعيد مصر
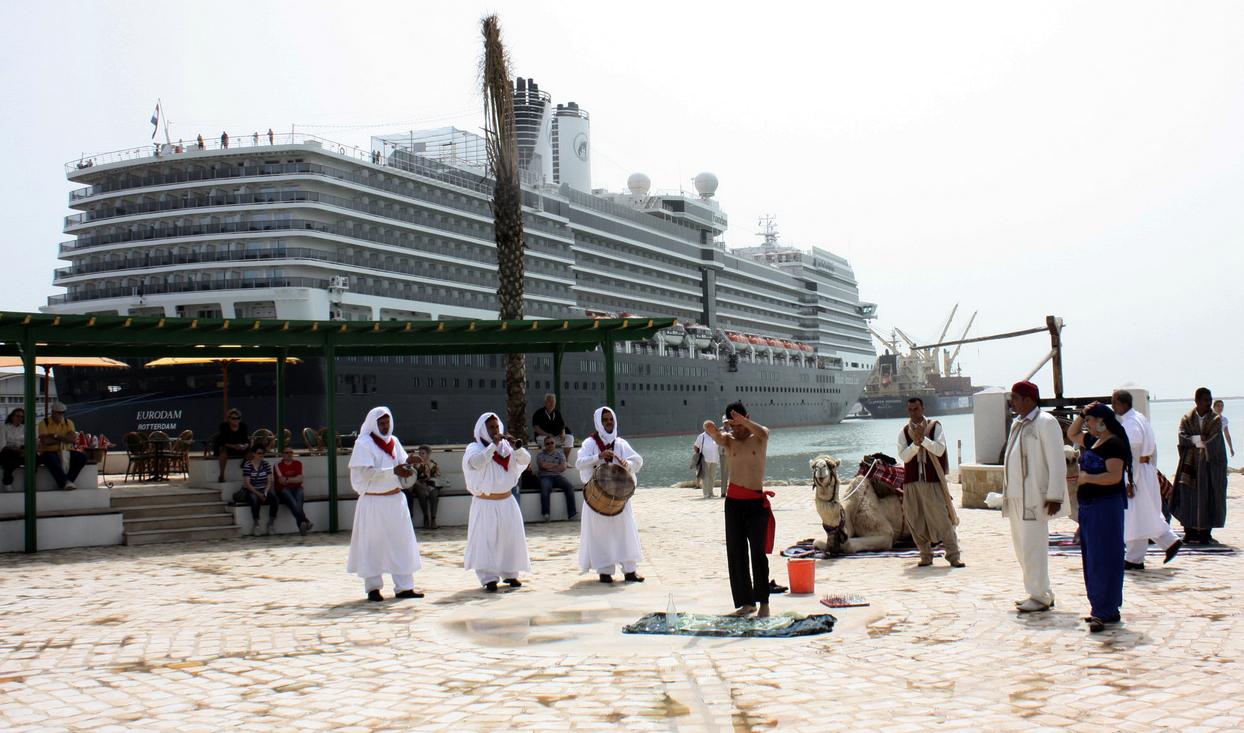
مُساحِلة ترسو بميناء تونسي
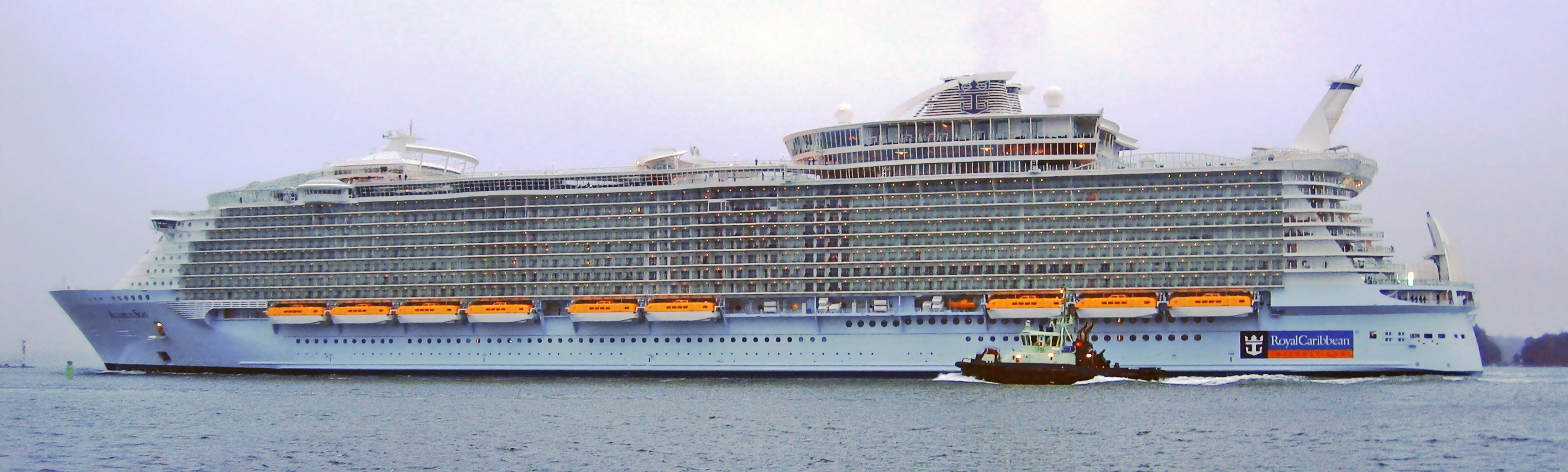
"سفينة ألور أوف ذي سيز" , كانت أكبر مُساحِلة في العالم.
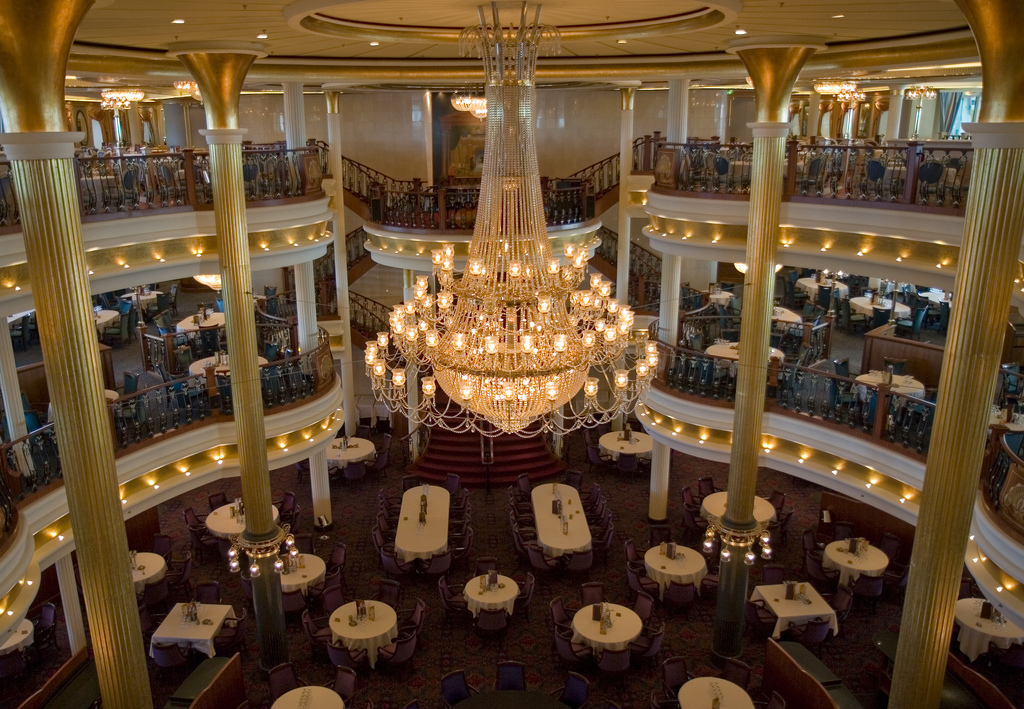
Speisesaal der أدفنتشر أوف ذا سيز
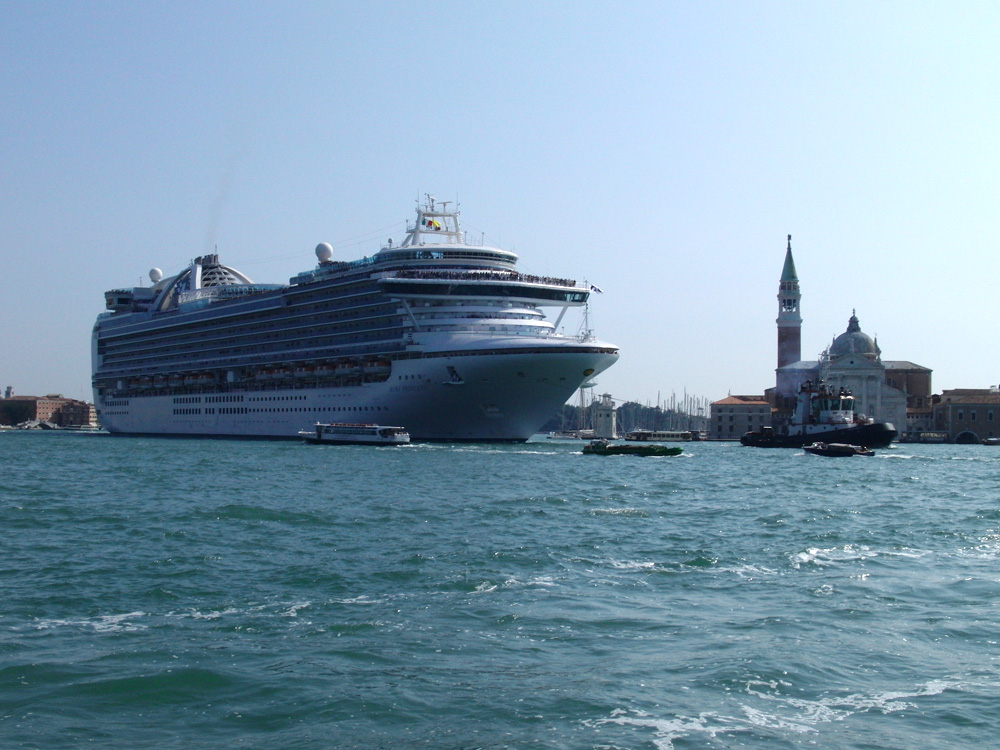
Die روبي برينسيس für 1200 Mann Besatzung und bis zu 3030 Reisende
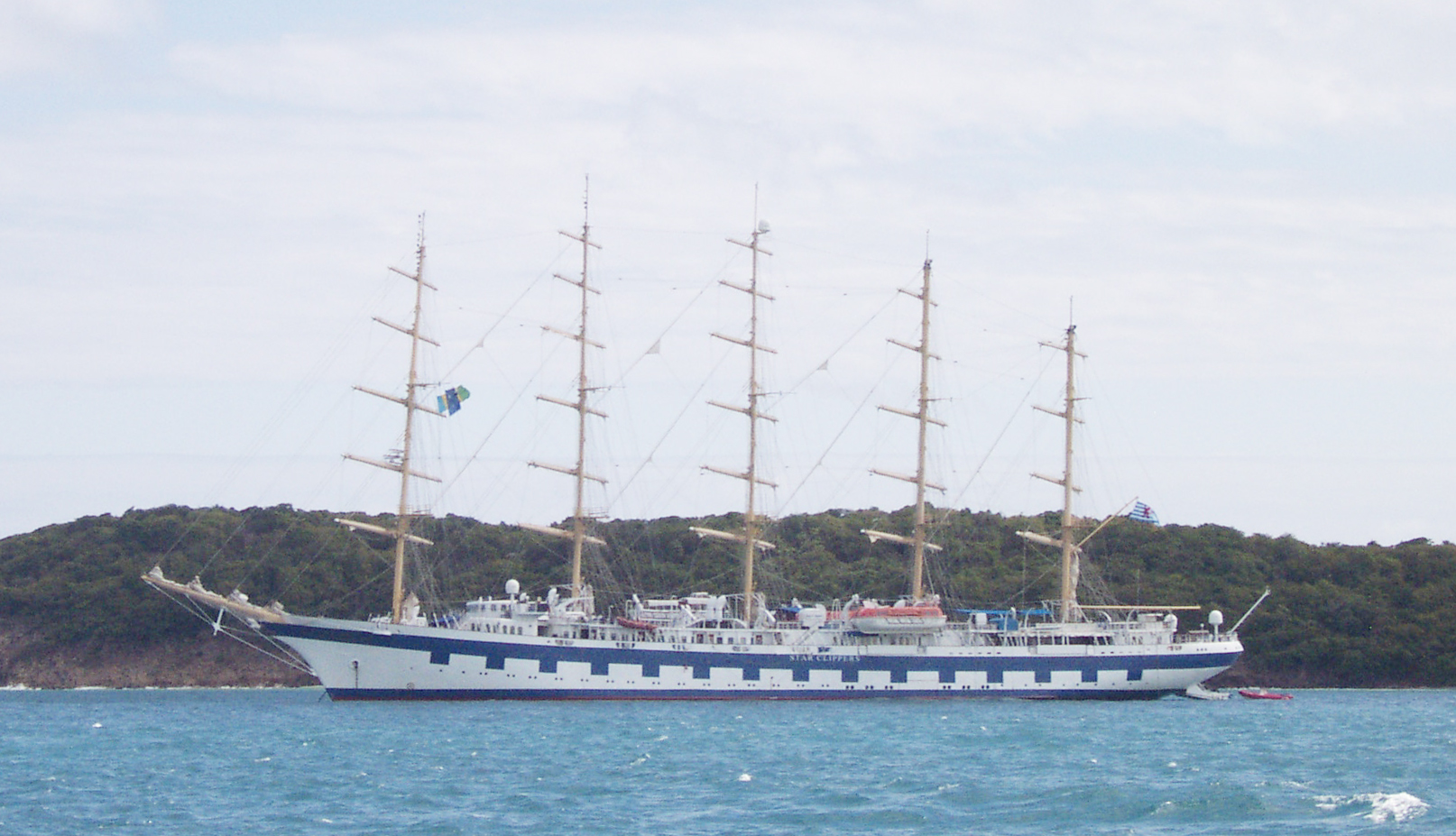
Die Royal Clipper vor den Antillen
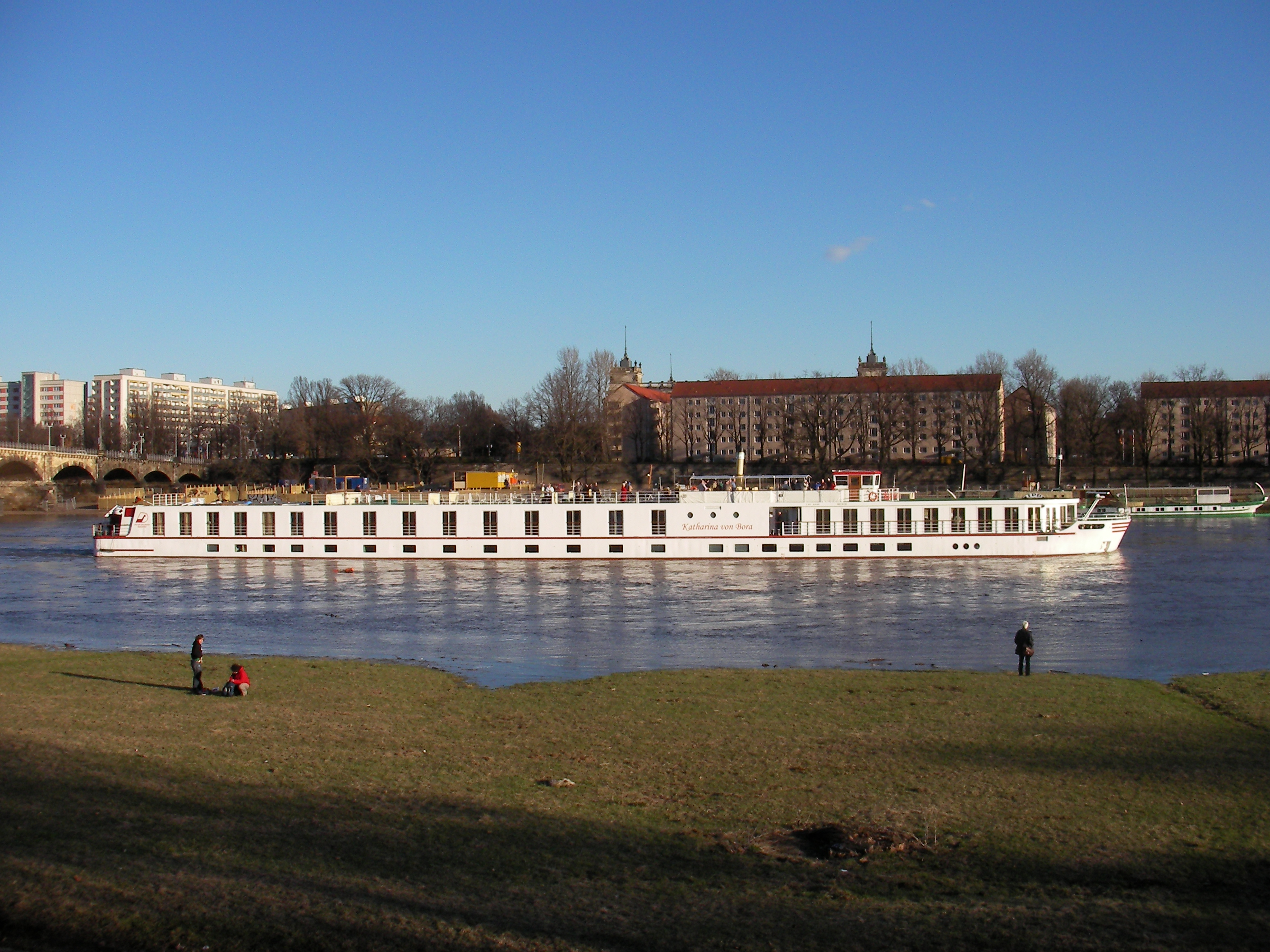
Flusskreuzfahrtschiff Katharina von Bora
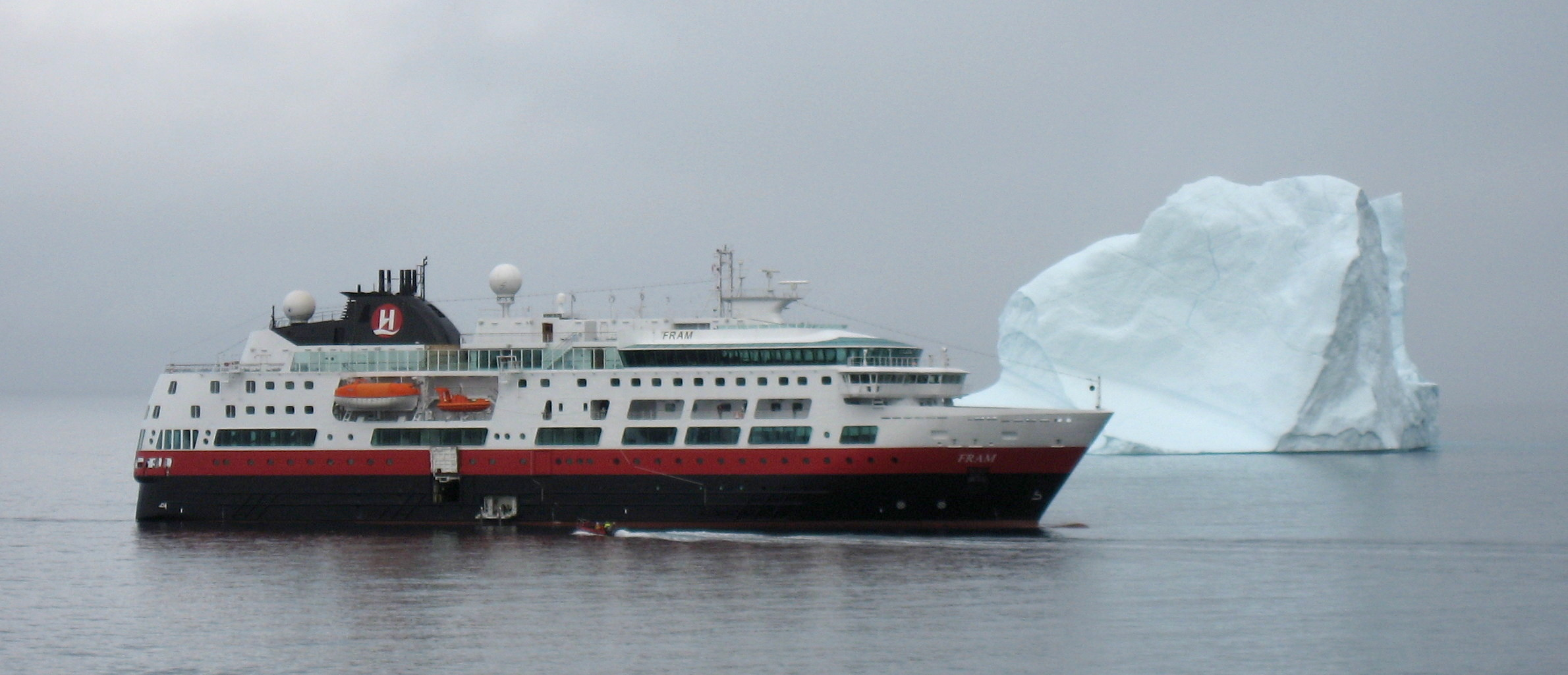
Das Expeditions-Kreuzfahrtschiff Fram der Hurtigruten ASA Reederei

## اقرأ أيضا
- سفينة ألور أوف ذي سيز
- سفينة بريزيوسا
- عايدة (سفن سياحية)
- سفينة بحوث (زونه)
- سفينة سياحية سيليستيال كريستال